# 대만중유 FC
대만중유 FC는 타이완의 축구단이다. 현재 타이완 풋볼 프리미어리그에 참가하고 있다.

## 우승
- 타이완 축구 2부리그: 2020